# Johanniter (Rebsorte)

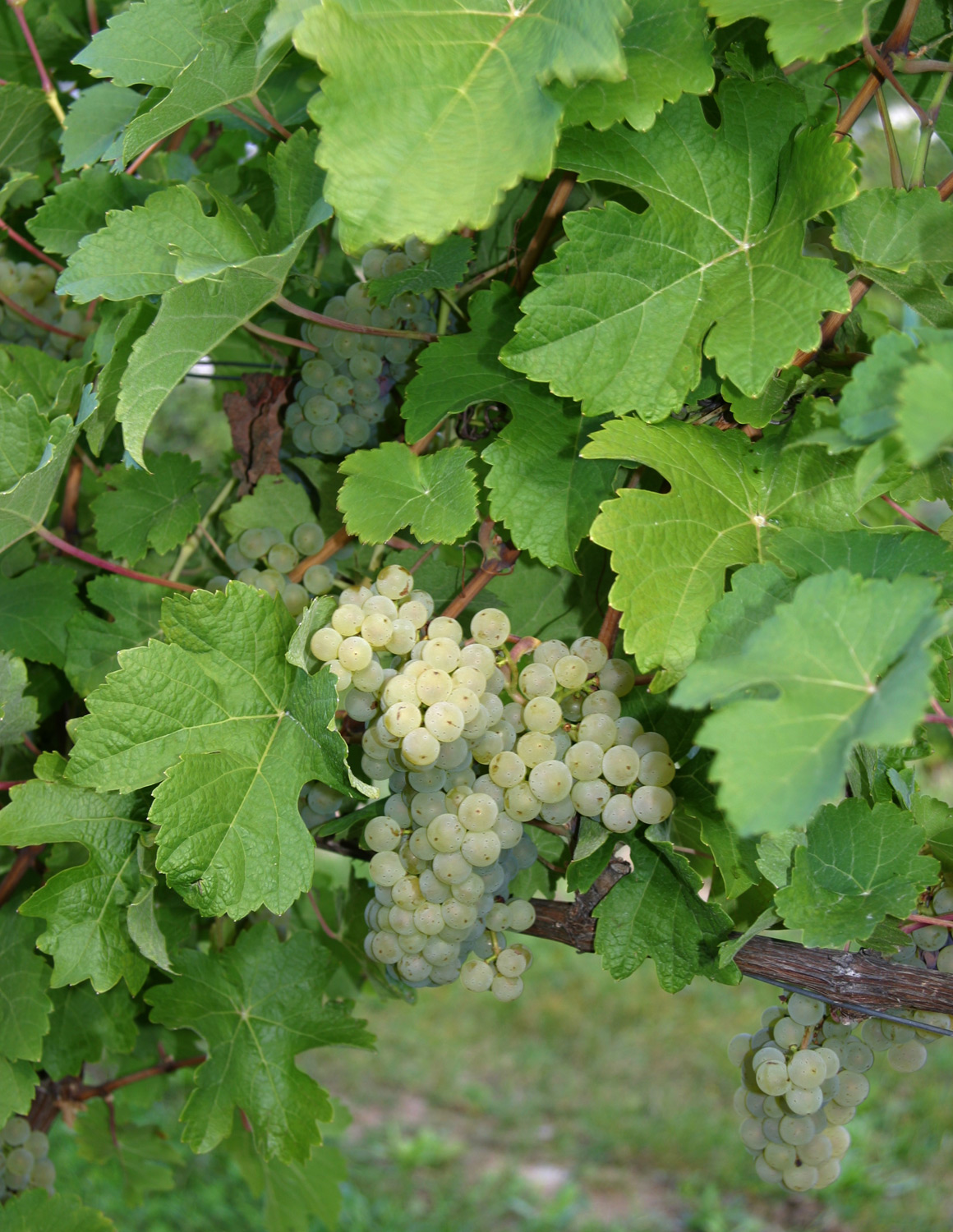
Blätter und Trauben der Rebsorte Johanniter

Johanniter ist eine 1968 gezüchtete pilzwiderstandsfähige weiße Rebsorte.

## Herkunft
Der Johanniter ist eine Züchtung von Johannes Zimmermann vom Staatlichen Weinbauinstitut Freiburg mit den Sorten Riesling x (Seyve Villard 12-481 × FREIBURG 153- 39) (= Ruländer x Gutedel).
Der Name wurde zu Ehren von Johannes Zimmermann vergeben, dem ehemaligen Leiter der Rebenzüchtung des Freiburger Weinbauinstituts. Er hat die Züchtung pilzwiderstandsfähiger Rebsorten vorausschauend betrieben.

## Ampelografische Merkmale
Die Ähnlichkeiten mit der Muttersorte Riesling sind unverkennbar gegeben.
- Die Triebspitze ist schwach bronziert und mittelstark wollig behaart.
- Der Triebwuchs ist mittelstark.
- Das Blatt ist kreisförmig, fünflappig, gewellt und mittelstark blasig. Das Blatt hat eine offen mit einer u-förmige Stielbucht die teilweise von Nerven begrenzt ist und keine Behaarung aufweisen.
- Die Trauben sind kompakt, mittelgroß, dichtbeerig, und walzenförmig. Die Beeren besitzen einen Narbenpunkt.

Reife:  mittelspät – zwischen Weißem Burgunder und Riesling

## Ansprüche
Die Lageansprüche entsprechen denen der Burgundersorten. Die Sorte soll wegen ihres früheren Austriebes im Frühjahr nicht in frostgefährdete Lagen gepflanzt werden.

## Ertrag
- Ist eine sehr fruchtbare Sorte.
- Zur Gewinnung von hochwertigen Weinen ist eine Ertragsregulierung notwendig.

## Vor- und Nachteile
Vorteile

- Besitzt eine mittelgute Resistenz gegen Peronospora
- Hat eine gute bis mittlere Resistenz gegen Oidium.
- Die Winterfrostfestigkeit gilt als gut.

Nachteile

- Johanniter ist chloroseempfindlich, anfällig gegen Botrytis und Schwarzfäule.

## Wein
Die Weine sind kräftig, fruchtig und haben Ähnlichkeiten mit Riesling und Ruländer. Bei Weinproben erhielt der Johanniter gegenüber Standard-Vergleichssorten der jeweils gleichen Versuchsparzelle bessere Bewertungen.
Die Ernteergebnisse zeigen gegenüber dem Riesling einen etwas höheren Ertrag, ein um etwa 7 Grad Öchsle höheres Mostgewicht sowie eine geringere Mostsäure (→ Säure (Wein)).

## Verbreitung

### Deutschland
Die Rebfläche verteilt sich wie folgt auf die einzelnen Anbaugebiete Deutschlands:
| Weinbaugebiet          | Rebfläche ha |
| Ahr                    | unter 0,5    |
| Baden                  | 16           |
| Franken                | 8            |
| Hessische Bergstraße   | 1            |
| Mittelrhein            | unter 0,5    |
| Mosel                  | 4            |
| Nahe                   | 3            |
| Pfalz                  | 6            |
| Rheingau               | unter 0,5    |
| Rheinhessen            | 17           |
| Saale-Unstrut          | unter 0,5    |
| Sachsen                | 1            |
| Stargarder Land        | -            |
| Württemberg            | 3            |
| TOTAL Deutschland 2007 | 59           |

### Schweiz
Kleine Bestände sind auch in der Schweiz bekannt – 15,8 ha (Stand 2013).